# European Journal of Information Systems
European Journal of Information Systems is een internationaal, aan collegiale toetsing onderworpen wetenschappelijk tijdschrift op het gebied van de informatiesystemen. De naam wordt in literatuurverwijzingen meestal afgekort tot Eur. J. Inform. Syst. Het wordt uitgegeven door Palgrave Macmillan en verschijnt tweemaandelijks. Het eerste nummer verscheen in 1991.